# Giouvetsi

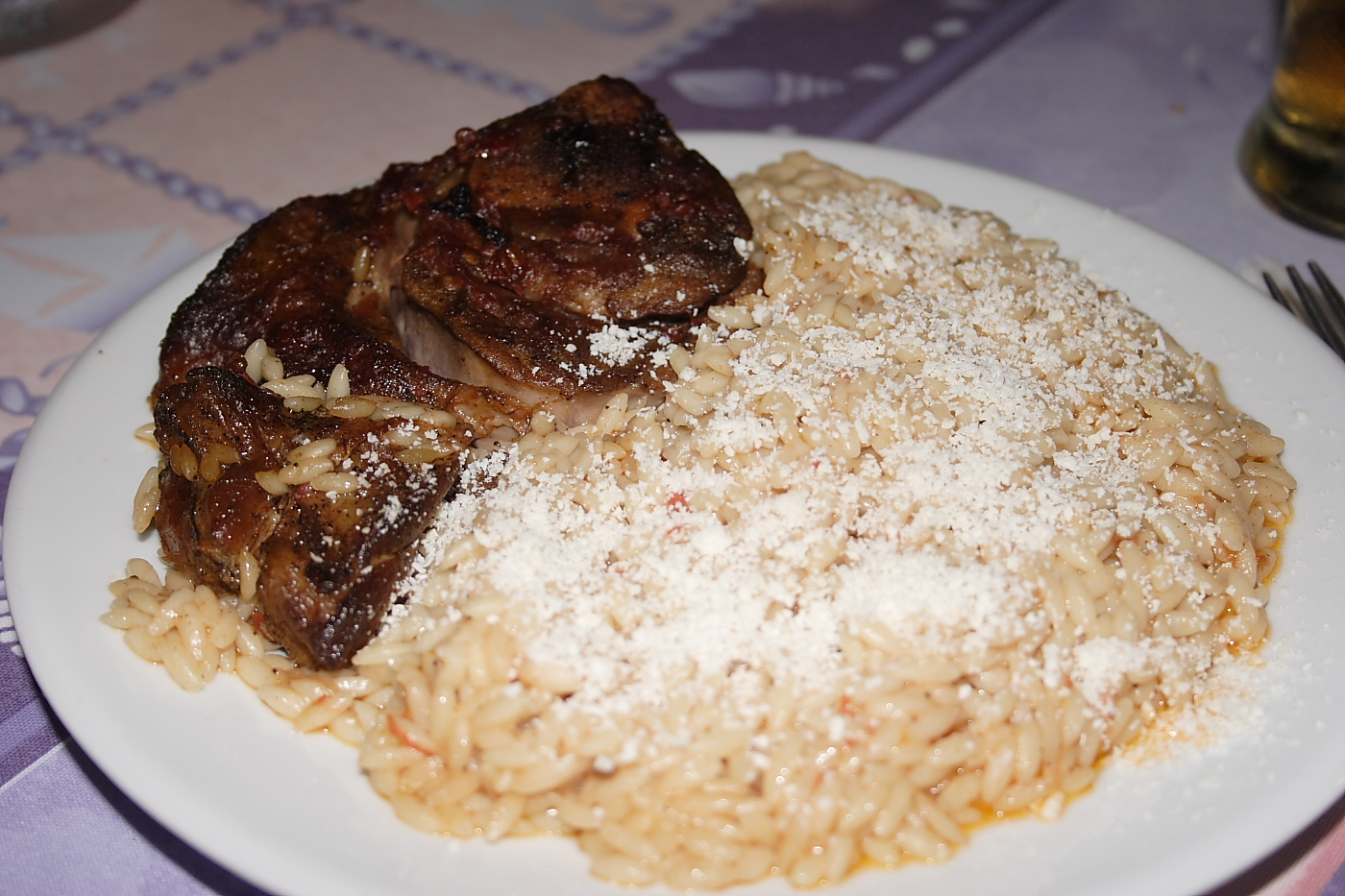
Arni me kritharáki giouvétsi (Lamm-Giouvetsi)

Giouvetsi (griechisch γιουβέτσι) ist ein Gericht der griechischen Küche, für das man Fleisch, Meeresfrüchte oder Gemüse gemeinsam mit den Nudeln in der Sauce im Backofen gart. Es handelt sich um eine Variante des in der Küche Südosteuropas verbreiteten Đuveč oder Güveç.
Als Fleisch wird meist Lammfleisch von der Keule verwendet, aber auch Rind- und Kalbfleisch sind üblich. Das Fleisch wird beim Braten im Ganzen gelassen, als Beilage sind die reisförmigen Nudeln, Kritharaki, typisch. Diese werden oft einfach um das Fleisch herum arrangiert und die letzten 20–30 Minuten mitgegart.